# Bataille des Dunes (1658)
Pour les articles homonymes, voir Bataille des Dunes.
Guerre franco-espagnole
Batailles
- Les Avins (05-1635)
- Louvain (06-1635)
- Tornavento (06-1636)
- Îles de Lérins (03-1637)
- Leucate (08/09-1637)
- Yvois (1637)
- Getaria (08-1638)
- Thionville (06-1639)
- Salses (07-1639)
- Les Downs (10-1639)
- Turin (05-1640)
- Yvois (1639)
- Montjuïc (01-1641)
- Aire (1641)
- Honnecourt (05-1642)
- Rocroi (05-1643)
- Carthagène (09-1643)
- Lérida (05-1646)
- Bergues (08-1646)
- Dunkerque (09-1646)
- Lérida (05-1647)
- Lens (08-1648)
- Rethel (1650)
- Barcelone (1651-1652)
- Mouzon (1653)
- Bordils (12-1653)
- Arras (08-1654)
- Puycerda (10-1654)
- Landrecies (06-1655)
- Pavie (1655)
- Valenciennes (07-1656)
- Dunkerque (05-1658)
- Les Dunes (06-1658)
- Bergues (07-1658)

La bataille des Dunes du 14 juin 1658 est un épisode décisif de la guerre franco-espagnole (1635–1659) opposant une armée franco-anglaise sous le commandement de Turenne et l’armée des Flandres commandée par don Juan José d'Autriche et par le prince français Louis II de Bourbon-Condé, passé au service du roi d'Espagne (souverain des Pays-Bas) à la suite de la Fronde. La bataille s'achève par la victoire de Turenne et est suivie de la reddition de Dunkerque quelques jours plus tard et du traité des Pyrénées en 1659.
Cette bataille tire son nom du paysage dunaire caractéristique de la côte de la mer du Nord dans la région de Dunkerque, dont le nom signifie d'ailleurs « église des Dunes ».

## Contexte
En 1656, les Français ne sont pas parvenus à s'emparer du Hainaut : ils ont perdu plusieurs milliers d'hommes lors du siège raté de Valenciennes (15–16 juillet 1656), et le prince de Condé, par sa contre-attaque, a pu leur reprendre Condé-sur-Escaut et a été près de faire tomber Saint-Ghislain (sauvée grâce à l'armée de relève de Turenne).
Le 23 mars 1657, par le traité de Paris, l'Angleterre et la France s'allient contre l'Espagne. Les armées de Mazarin repartent aussitôt à l'assaut des places du Nord, mais la campagne commence mal : Cambrai résiste au siège des armées françaises. Abandonnant cette opération, Turenne marche sur Saint-Venant puis s'empare de Mardyck (30 septembre–3 octobre), tandis que Henri de La Ferté-Senneterre prend Montmédy le 6 août au prix d'un siège long et coûteux.

## Campagne préliminaire
Turenne marche sur Dunkerque et, après des détours, y met le siège le 15 mai. La ville, prise en 1646 pour le roi de France par le prince de Condé, lequel est depuis passé en 1652 au service de l'Espagne à la suite de l'échec de la Fronde, est défendue par le marquis de Lede avec 800 cavaliers et 2 200 fantassins. La flotte anglaise, commandée par Édouard Montagu, assure le blocus du côté de la mer.
Le gouverneur des Pays-Bas espagnols Juan José d'Autriche, soutenu par un corps de gardes suisses aux ordres de Condé, fait marcher ses troupes au secours de la place, arrivant en vue des positions françaises le 13 juin, fatiguées, divisées et sans artillerie ni bagages.
Ayant reçu de bons renseignements de ses éclaireurs, Turenne laisse quelques bataillons face à la ville et marche sur l’armée espagnole avec 15 000 hommes. Il est secondé par Castelnau, Créqui, d'Humières, Richelieu, Gadagne et Bellefonds.
De l'autre côté, Don Juan José d'Autriche est secondé par le marquis de Caracène et Estevan de Gamare. Il a auprès de lui les deux frères du prétendant à la couronne d'Angleterre, le duc d'York et le jeune Henry Stuart, duc de Gloucester. Condé est également accompagné de ses lieutenants dont Gitaut, ce qui donne une coloration franco-espagnole à l'armée opposée au roi de France.

## Déroulement de la bataille

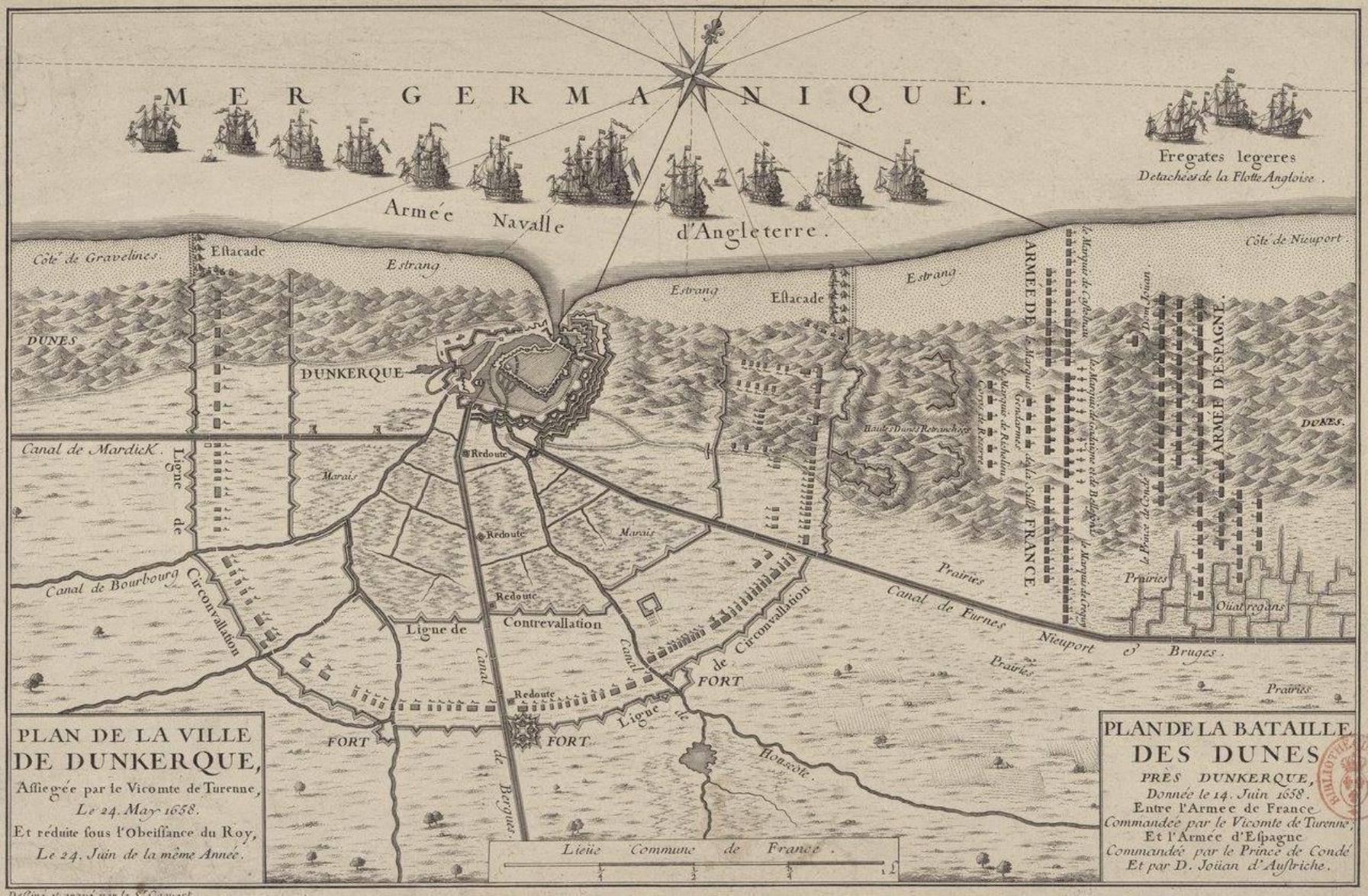
Plan de Dunkerque et de la bataille des Dunes avec blocus de la flotte anglaise.

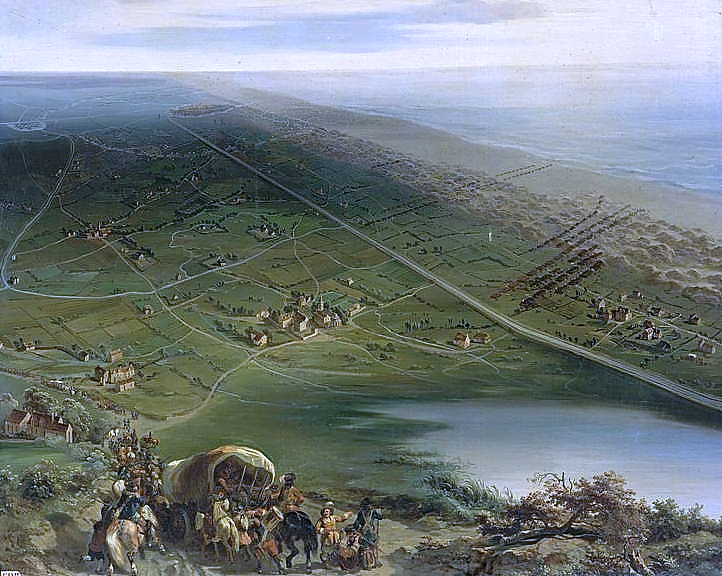
La Bataille des Dunes vue de l'arrière des lignes espagnoles, huile sur toile de Siméon Fort.

L'affrontement a lieu dans les dunes de Leffrinckoucke le 14 juin. Le centre et la droite des Espagnols sont enfoncés en un clin d’œil par des régiments de piquiers anglais, mais la gauche avec Condé, d’abord ébranlée, reprend une brillante offensive. Turenne peut concentrer sa cavalerie et, aidé par les navires anglais, repousse les gardes suisses.
Les Franco-Anglais ont perdu 400 hommes, quand les Espagnols et le corps de Condé laissent sur le terrain près de 6 000 hommes dont 4 000 à 5 000 prisonniers.

## Conséquences
Le 25 juin, Dunkerque, espagnole le matin et française à midi, est finalement anglaise le soir, puisque Louis XIV la remet le jour même aux Anglais conformément aux termes de la coalition franco-anglaise. En 1662, Charles II revend Dunkerque à Louis XIV et la ville devient définitivement française. Quelques jours après, Bergues et Furnes tombent aux mains des Français.
Le 7 novembre 1659, le traité des Pyrénées scelle la paix et met fin à trente ans de guerre entre la France et l'Espagne. Turenne est récompensé en 1660 par Louis XIV et reçoit le titre de maréchal général des armées du roi.
Le marquis de Lede, gouverneur militaire espagnol, ne survit pas aux blessures reçues au cours du combat.